# Christian Humberg

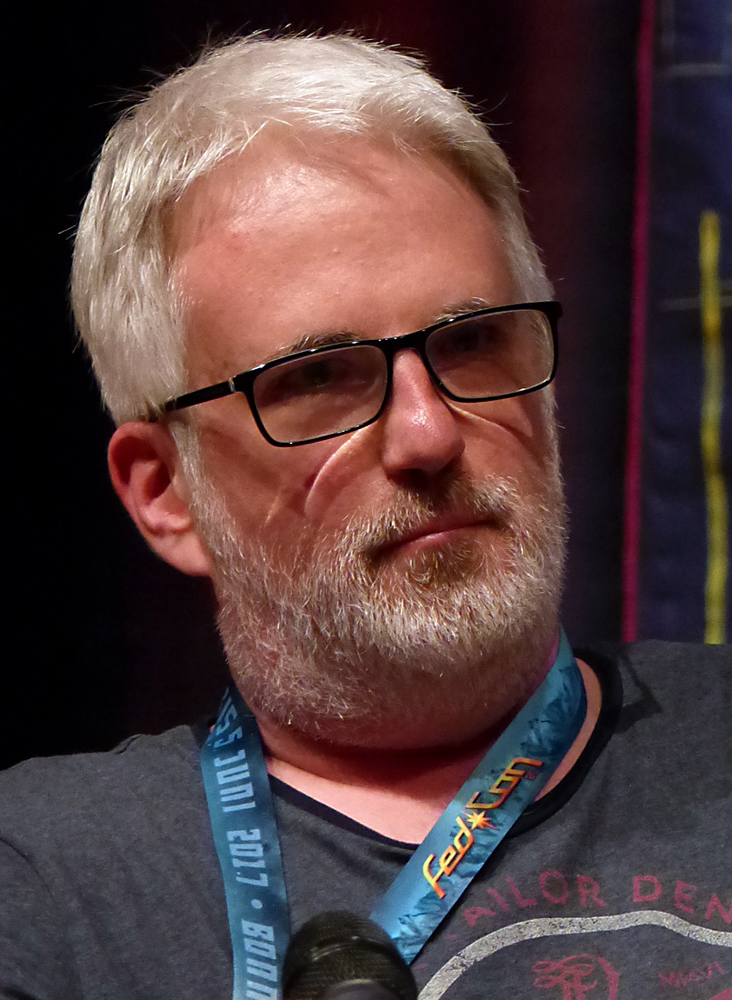
Christian Humberg, 2017

Christian Humberg (* 1976 in Gerolstein) ist ein deutscher Schriftsteller, Übersetzer, Lektor und Journalist. Neben seinem bürgerlichen Namen veröffentlicht er auch unter den Pseudonymen Simon Borner (Phantastik, Heftroman) und Johann Simons (Schmunzelkrimis).

## Leben
Christian Humberg wuchs in der Eifel auf und studierte in Mainz Buch- und Literaturwissenschaft. Parallel zu seinem Studium arbeitete er in den Redaktionen der Mainzer Rhein-Zeitung und von RPR1 sowie als Lehrkraft. Nach dem Studienabschluss arbeitete er einige Jahre als Redakteur. Humberg lebt in Mainz.

## Schriftstellerisches Schaffen
Humberg ist in unterschiedlichen literarischen Genres aktiv und bedient sich dabei auch mehrerer Pseudonyme. Überwiegend arbeitet er im Bereich Phantastik, der Kriminalliteratur und dem Jugendbuch, publiziert darüber hinaus aber auch Sachbücher, Comics und Theaterstücke und arbeitet als Literaturübersetzer und Lektor. Seine Werke wurden in verschiedene Sprachen übersetzt, darunter Englisch, Russisch und Türkisch. Er ist Mitglied im Phantastik-Autoren-Netzwerk (PAN) und der International Association of Media Tie-In Writers.
Gemeinsam mit Bernd Perplies erschuf und schreibt er mehrere Romanserien, primär im Kinderbuchsegment („Drachengasse 13“, „Die unheimlichen Fälle des Lucius Adler“, „Die Wächter von Aquaterra“) und verfasste mit „Das schleichende Grauen“ einen Band zu Wolfgang Hohlbeins Fantasyserie „Der Hexer von Salem“. 2016 ersannen und verfassten er und Perplies die international erschienene Romantrilogie „Star Trek Prometheus“ und reihten sich – als erste nicht-englischsprachige Autoren überhaupt – in die Riege der von Hollywood lizenzierten Trek-Schriftsteller ein.
Als Szenarist und Autor verantwortet Humberg z. T. international erscheinende Comics für jugendorientierte Franchisemarken wie Dragons, Wickie und die starken Männer, Die Olchis und Playmobil. Für einige phantastische Romanserien der Verlage Bastei Lübbe und Zaubermond schreibt Humberg unter dem Pseudonym Simon Borner. Seit 2012 schreibt er zudem für Perry Rhodan, die erfolgreichste SF-Romanserie der Welt.
Der gelernte Journalist war langjähriger Redakteur der Printmagazine Space View und „Geek!“ sowie Mitarbeiter weiterer Print- und Onlinepublikationen im In- und Ausland. Seine Kolumnen erscheinen u. a. im S.Fischer Verlag und der Berliner Zeitung. Für ihr Sachbuch „Geek Pray Love“ wurden Humberg und Co-Autorin Andrea Bottlinger 2015 mit dem anlässlich der Frankfurter Buchmesse verliehenen Deutscher Phantastik Preis geehrt.

## Bibliografie (Auswahl)

### Kriminalroman
- Ein Fall für Clara Clüver. Romanserie, erscheint bei Bastei Lübbe; Hörbücher bei Audible
- Mörderisches Santorin. Romanserie, erscheint bei Bastei Lübbe; Hörbücher bei Lübbe Audio
- Herr Heiland und ... Romanserie, erscheint bei Bastei Lübbe und Lübbe Audio (verfasst unter dem Pseudonym Johann Simons)
- Mord kennt keine Feiertage. Ein Weihnachtskrimi. ISBN 978-3-7857-2860-4.

### Jugendbuch (Auswahl)
- Sagenhaft Eifel! Abenteuer in einer fantastischen Region. Romanserie für Kinder; erscheint bei Eifelbildverlag
- Die Wächter von Aquaterra. Romanserie für Kinder (verfasst mit Bernd Perplies); erscheint bei Thienemann Verlag
- Die unheimlichen Fälle des Lucius Adler Romanserie für Kinder (verfasst mit Bernd Perplies); erscheint bei Thienemann Verlag
- Drachengasse 13. Romanserie für Kinder (verfasst mit Bernd Perplies); ursprünglich erschienen bei SchneiderBuch

### Phantastik (Auswahl)
- Star Trek Prometheus. Romantrilogie (verfasst mit Bernd Perplies); erscheint als Buch bei Cross Cult, als Hörbuch bei Lübbe Audio
- Feuer gegen Feuer (Bd. 1, Juli 2016)

Perry Rhodan Neo
- Geister des Krieges. SF-Roman aus der Serie „Perry Rhodan Neo“. PabelMoewig 2013.
- Flucht ins Dunkel. SF-Roman aus der Serie „Perry Rhodan Neo“. PabelMoewig 2012.
- Gotham Noir Mystery-Romanserie. ursprünglich erschienen bei Rohde Verlag.
- Kollateralschaden (Bd. 1, September 2013, ISBN 978-3-95662-013-3)
- Vier Stunden Ewigkeit (Bd. 2, September 2013, ISBN 978-3-95662-014-0)
- Ars Diavoli (Bd. 6, November 2013), Erweiterte Neuauflage: Verlag in Farbe und Bunt.
- Kollateralschaden (Bd. 1, März 2020)

Kurzgeschichten (Auswahl)
- Geist der Strafen. Eine Drachengasse-13-Geschichte. in: Drachengasse13.de (2011)
- Ruft bloß nicht Flynt! in: Ulrich Burger (Hrsg.): Die Köche – Die Speisekammer des Schlemmens. Homburg/Saar: Ulrich Burger Verlag 2012.
- Vier schuppige Teufel. Eine Drachengasse-13-Geschichte. In: Die kleinen Köche. Homburg/Saar: Ulrich Burger Verlag 2015.

### Sachbuch (Auswahl)
- BONDify your life – Wie man(n) Bomben entschärft, Frauen aufreißt und nebenbei die Welt rettet. Ludwigsburg: Cross Cult 2015 (mit Jens Schumacher).
- Der Alte Mann und das Netz – Mein Vater entdeckt das Internet. München: Goldmann Verlag 2015. ISBN 978-3-442-15848-5
- Himmel über dem Eifelkreis: Über den Wolken des Eifelkreises Bitburg-Prüm. Daun: Eifelbildverlag 2013 (mit Sven Nieder). ISBN 978-3-9814113-1-7
- Sorge dich nicht, beame! Besser leben mit Star Wars und Star Trek. Ludwigsburg: Cross Cult 2012 (mit Andrea Bottlinger).
- TREKminds – Nur der Himmel ist die Grenze. Was die Welt von Star Trek lernen kann. Mülheim/Ruhr: iFuB-Verlag 2010 (mit Mike Hillenbrand).
- 50 Jahre Lego Stein. Das offizielle Buch zum Geburtstag des besten Spielzeugs der Welt. Königswinter: Heel Verlag 2008. ISBN 978-3-89880-860-6

### Fanbuch (Auswahl)
- Benedict Cumberbatch – Die unautorisierte Biographie. St. Augustin: Rohde Verlag 2013. (mit Christian Lukas)
- Starportrait Robert Pattinson. Königswinter: Heel Verlag 2009.
- Starportrait Bon Jovi. Königswinter: Heel Verlag 2009.
- Neues von Dr. House. Königswinter: Heel Verlag 2008 (mit Christian Lukas).
- Starportrait Tokio Hotel – Die Fans, die Tour, die Musik. Königswinter: Heel Verlag 2007. ISBN 978-3-89880-813-2

### Übersetzungen (Auswahl)
- Doctor Who
  - Ständiger Wettbewerb. Von Nick Harkaway. Ludwigsburg: Cross Cult 2015.
  - Die namenlose Stadt. Von Michael Scott. In: Doctor Who – 11 Doktoren, 11 Geschichten. Ludwigsburg: Cross Cult 2014.
  - Böse Zungen. Von Patrick Ness. In: Doctor Who – 11 Doktoren, 11 Geschichten. Ludwigsburg: Cross Cult 2014.
- Star Trek: Vanguard
  - Offene Geheimnisse. Von Dayton Ward. Ludwigsburg: Cross Cult 2009.
  - Beinahe Morgen. Von Dayton Ward. In: Enthüllungen. Ludwigsburg: Cross Cult 2011
- Star Trek: Deep Space Nine:
  - Offenbarung. Buch 1. Von S. D. Perry. Cross Cult, Ludwigsburg 2009.
  - Offenbarung. Buch 2. Von S. D. Perry. Cross Cult, Ludwigsburg 2009.
  - Der Abgrund. Von Jeffrey Lang und David Weddle. Cross Cult, Ludwigsburg 2010.
  - Dämonen aus Luft und Finsternis. Von Keith R.A. DeCandido. Ludwigsburg: Cross Cult 2010
  - Mission Gamma 1 – Zwielicht. Von David R. George III. Ludwigsburg: Cross Cult 2010
  - Mission Gamma 2 – Dieser graue Geist. Von Heather Jarman. Ludwigsburg: Cross Cult 2011
  - Mission Gamma 3 – Zwielicht. Von Andy Mangels & Michael A. Martin. Ludwigsburg: Cross Cult 2011
  - Mission Gamma 4 – Das kleinere Übel. Von Robert Simpson. Ludwigsburg: Cross Cult 2011
  - So der Sohn. Von S. D. Perry. Cross Cult, Ludwigsburg 2012
  - Einheit. Von S. D. Perry. Cross Cult, Ludwigsburg 2012
  - Cardassia – Die Lotusblüte. Von Una McCormack. Ludwigsburg: Cross Cult 2012
  - Entsetzliches Gleichmaß. Von Olivia Woods. Cross Cult, Ludwigsburg 2013
  - Der Seelenschlüssel. Von Olivia Woods. Cross Cult, Ludwigsburg 2013
- Star Trek: Typhon Pact
  - Risiko. Von Una McCormack. Cross Cult, Ludwigsburg 2014
- U. S. S. Enterprise – Technisches Handbuch. Von Ben Robinson & Marcus Riley. Königswinter: Heel Verlag 2011

## Adaptionen
Mehrere Werke aus Humbergs Feder wurden als Hörbuch interpretiert, darunter die „Sagenhaft Eifel!“-Reihe und die Kriminalromane. Einige seiner Jugendbücher wurden zudem für die Theaterbühne umgesetzt.
- „Drachengasse 13 – Vol.1“. Eine Theaterinszenierung der Junge Bühne Mainz (November 2011; mit Carola Schnell, Tom Gramenz, Philip Barth, Bernd Perplies u. a.)
- „Drachengasse 13 – Vol.2“. Eine Theaterinszenierung der Junge Bühne Mainz (Herbst 2013; mit Carola Schnell, Tom Gramenz, Philip Barth, Bernd Perplies u. a.)
- „Drachengasse 13 – Hexennacht in Bondingor“. Eine Theaterinszenierung der Junge Bühne Mainz (April 2014; mit Philip Barth, Bernd Perplies u. a.)
- „Drachengasse 13“. Eine Theaterinszenierung des Stadttuni e. V. mit dem Eichendorff-Gymnasium (Koblenz) (November 2015)

## Auszeichnungen (Auswahl)
- Deutscher Phantastik-Preis 2015 in der Kategorie Bestes Sekundärwerk für Geek Pray Love – Ein praktischer Leitfaden für das Leben, das Fandom und den ganzen Rest
- Shortlist: HombuchPreis 2013 der saarländischen Buchmesse in der Kategorie Kinder- und Jugendbuch für Drachengasse 13